# Inondations printanières de 2019 en Ontario, au Québec et au Nouveau-Brunswick
Les inondations printanières de 2019 en Ontario, au Québec et au Nouveau-Brunswick sont des crues exceptionnelles des cours d'eau de l'est de l'Ontario, du sud Québec et de la région du fleuve Saint-Jean au Nouveau-Brunswick, au Canada, due à la fonte des neiges au printemps, à laquelle se sont ajoutés de nombreux épisodes de pluie qui ont donné des cumuls anormalement élevés pour avril et mai. D'ailleurs, les inondations le long de la rivière des Outaouais furent reconnues comme l'événement météorologique le plus important de l'année 2019 au Canada et celle du fleuve Saint-Jean comme le neuvième, par Environnement et Changement climatique Canada,.
Au Québec, 9 070 résidences de 310 municipalités furent inondées dans cinq zones principales, dont la région de Montréal, et 3 458 furent isolées à cause des glissements de terrain et des 760 routes submergées,, faisant quelque 13 500 sinistrés. Au Nouveau-Brunswick, 15 collectivités furent affectées et 69 routes, ainsi que 45 ponts, furent fermés ou partiellement fermés. Une personne est morte dans un accident d'automobile lié aux inondations.
Suivant l'expérience des inondations printanières de 2017 au Québec, les Forces armées canadiennes ont été appelées pour soutenir les autorités locales et les volontaires dans les régions dès que les rivières ont montré des signes de crues et que les prévisions météorologiques montrèrent un risque grandissant. Plus de 2 200 soldats canadiens ont été déployés dans ces trois provinces pour prêter main-forte.

## Évolution météorologique
Au printemps, le ruissellement provenant de la fonte des neiges se retrouve dans les rivières, ce qui cause chaque année des débordements dans certaines régions de ces trois provinces. L'hiver 2018-2019 fut particulièrement froid et neigeux, l'épais manteau neigeux est donc resté longtemps au sol,. De plus, des chutes de neige tardives et de la pluie verglaçante ont affecté le territoire au début d'avril ce qui laissa plus de 20 cm de neige un peu partout et jusqu'à 20 mm de verglas sur les régions de l'Outaouais et Montréal,,.
En seconde moitié du mois, plusieurs dépressions ont laissé des accumulations importantes de pluie et les températures ont commencé à grimper,. Ceci a eu pour effet d'accélérer la fonte des neiges et le ruissellement de surface. Le 28 avril, de nombreux cours d'eau ont alors atteint et dépassé le seuil d'inondation établi en 2017,.
Après une accalmie les premiers 8 jours du mois de mai qui a permis de diminuer le niveau des cours d'eau, une importante dépression a ramené des quantités de 30  à   50 mm de pluie les jours suivants. La plupart des réservoirs dans la région de l'Abitibi-Témiscamingue étant pleins, le surplus ne put être retenu par les réservoirs et s'écoula dans la rivière des Outaouais et le fleuve Saint-Laurent. Entre Mattawa et Gatineau, les niveaux d'eau devait monter au cours des jours suivants pour atteindre des valeurs records.
Par la suite, les cours d'eau commencèrent à baisser alors que les précipitations se firent plus faibles et que le couvert de neige commença à être très mince dans les régions nordiques et inexistant dans le sud. Les inondations se résorbèrent graduellement : d'abord au Nouveau-Brunswick, puis en Ontario et au Québec. À la fin juin, les crues étaient finies.

## Déroulement des événements

### Nouveau-Brunswick

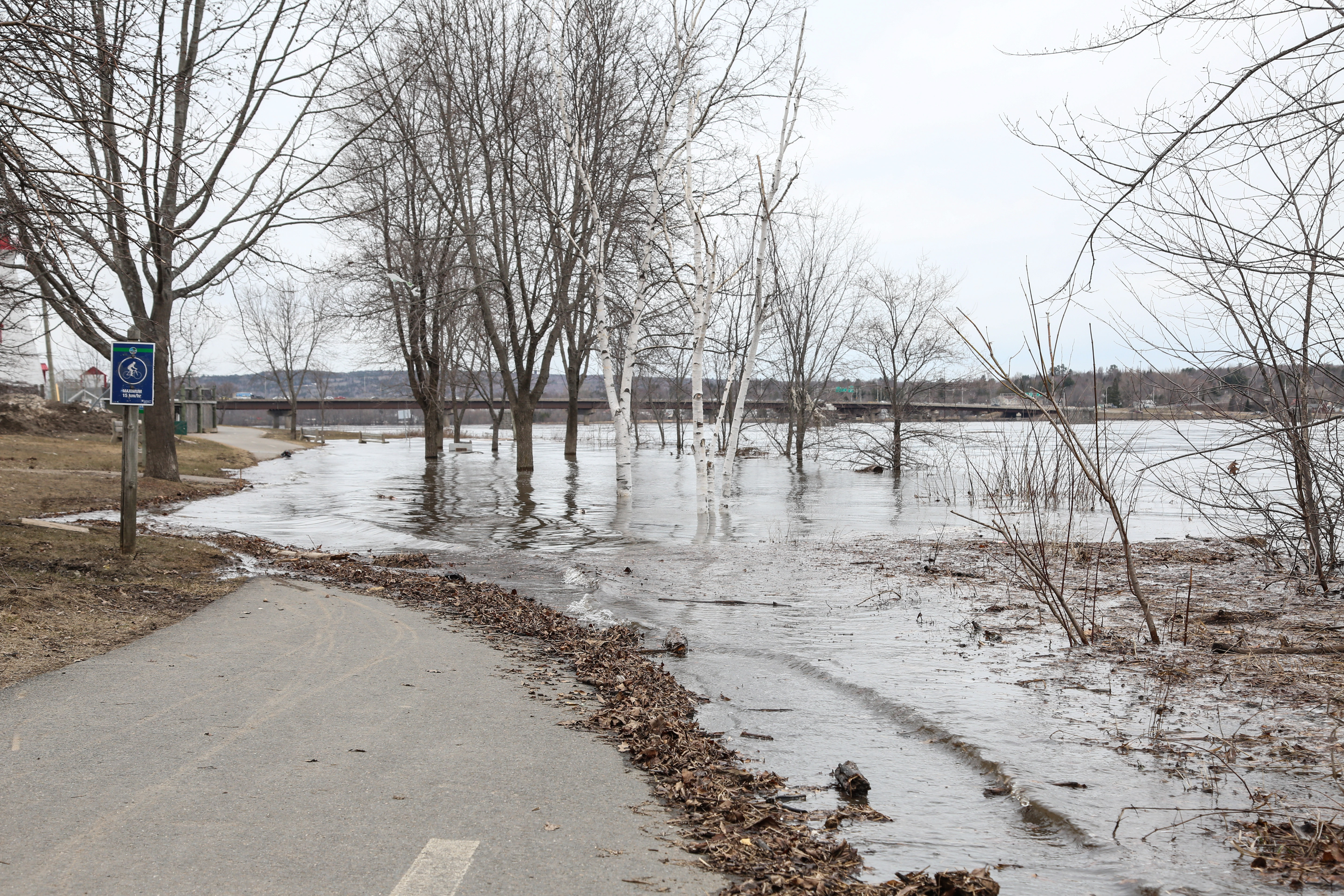
Inondation au Nouveau-Brunswick.

Le 19 avril 2019, les autorités provinciales du Nouveau-Brunswick ont présenté des demandes de déploiement des forces armées canadiennes pour mener des opérations de secours à la suite des inondations ce qui fut accordé peu de temps après.
Le 21 avril, le fleuve Saint-Jean commença à déborder dans les régions suivantes : Clair/Fort Kent, Saint-Hilaire, Edmundston, Fredericton, Maugerville, Jemseg et Sheffield-Lakeville Corner. Dans la capitale provinciale de Fredericton, le niveau du fleuve a dépassé 8 mètres, soit 1,5 m au-dessus du seuil de crue. L’Organisation des mesures d’urgence du Nouveau-Brunswick (OMU) surveillait également aussi d'autres cours d'eau : rivières Restigouche, Middle et Tétagouche à cause des embâcles.
Les eaux ont continué à grimper au cours des jours suivants et d'autres municipalités en aval, comme Saint-Jean à l'embouchure du fleuve, atteignirent le niveau d'inondation. Le 24 avril, la route transcanadienne fut fermée le long du tronçon entre Oromocto et River Glade à cause des inondations. Au moins 490 personnes ont dû quitter leur résidence en raison des inondations le long du fleuve Saint-Jean. Selon Statistique Canada et l'Agence spatiale canadienne, la région de Fredericton–Saint-Jean a vu 383 kilomètres de terrains engloutis.
Le 29 avril, la situation a commencé à s'améliorer le long du fleuve. Le 1er mai, une certaine décrue s'est amorcée et la transcanadienne fut en partie rouverte. Le 4 mai, les militaires sont retournés à leurs bases et la décrue a commencé à permettre à certains résidents de retourner dans leurs foyers.

### Ontario
Le 21 avril, Bracebridge et d'autres municipalités au nord de Toronto ont lancé l’état d’urgence en raison des inondations qui ont atteint un niveau plus élevé qu’en 2013. Le 25 avril, les Forces armées canadiennes ont reçu une demande d’aide fédérale de la province de l’Ontario. La Ville d’Ottawa a déclaré le même jour l’état d’urgence à cause du niveau des eaux et les 30 mm de pluie annoncés. Le maire, Jim Watson, a fait savoir que les niveaux d'eau devaient ainsi dépasser ceux qui ont causé en 2017 d'importants dommages.
Le 28 avril, à Ottawa où étaient déployés plusieurs centaines de soldats, le pont Union entre le Québec et l'Ontario fut fermé aux automobilistes et aux piétons à cause des prévisions du débit et du niveau élevés de l’eau de la rivière des Outaouais.
Le sud-ouest de la province a reçu près de 50 millimètres de pluie la nuit du 30 avril au 1er mai, causant des inondations par endroits, entre autres à Windsor (Ontario). Le niveau du lac Ontario à Toronto s'approchait également de celui enregistré lors des inondations de 2017 et selon le Conseil international du lac Ontario et du fleuve Saint-Laurent, le niveau du lac devait continuer à augmenter jusqu'à la fin mai ou le début juin ce qui pourrait menacer les îles de Toronto.
Le 3 mai, afin de baisser le niveau du lac Ontario, les autorités ont augmenté le débit du barrage de Cornwall sur le fleuve Saint-Laurent ce qui gonflera le lac Saint-Louis au sud de Montréal et retardera la décrue en aval. Le 18 mai, le Grand Toronto, en particulier Bowmanville, était toujours en état d'alerte à cause du niveau qui restait élevé au lac Ontario. L'Office de protection de la nature de Toronto indiqua par voie de communiqué que le niveau d'eau frôlait celui enregistré en 2017.
Les 9 et 10 mai, de nouvelles pluies ont contribué à rehausser le niveau des rivières. À Pembroke, le long de l’Outaouais, le maire a déclaré l'état d'urgence en prévision d'une crête de la crue pour les jours suivants. L'accès à la marina et au parc Riverside fut aussi fermé. Le maire de Petawawa tout près, a déclaré que plus de 125 maisons de sa municipalité étaient touchées par les inondations et un immeuble fut démoli près d'un pont qui enjambe la rivière Petawawa, de crainte qu'une érosion croissante ne compromette le pont. Le 11 mai, la rivière des Outaouais a atteint un niveau jamais égalé depuis 1960 à Pembroke. Le 19 mai, les inondations le long de la rivière des Outaouais persistaient de Mattawa jusqu'au lac des Deux-Montagnes.
Au début juin, les eaux étaient en retraite et le 3 juin, le maire d’Ottawa Jim Watson annonça qu'il espérait commencer à faire retirer les digues construites pour protéger des propriétés et des infrastructures de la crue printanière.

### Québec

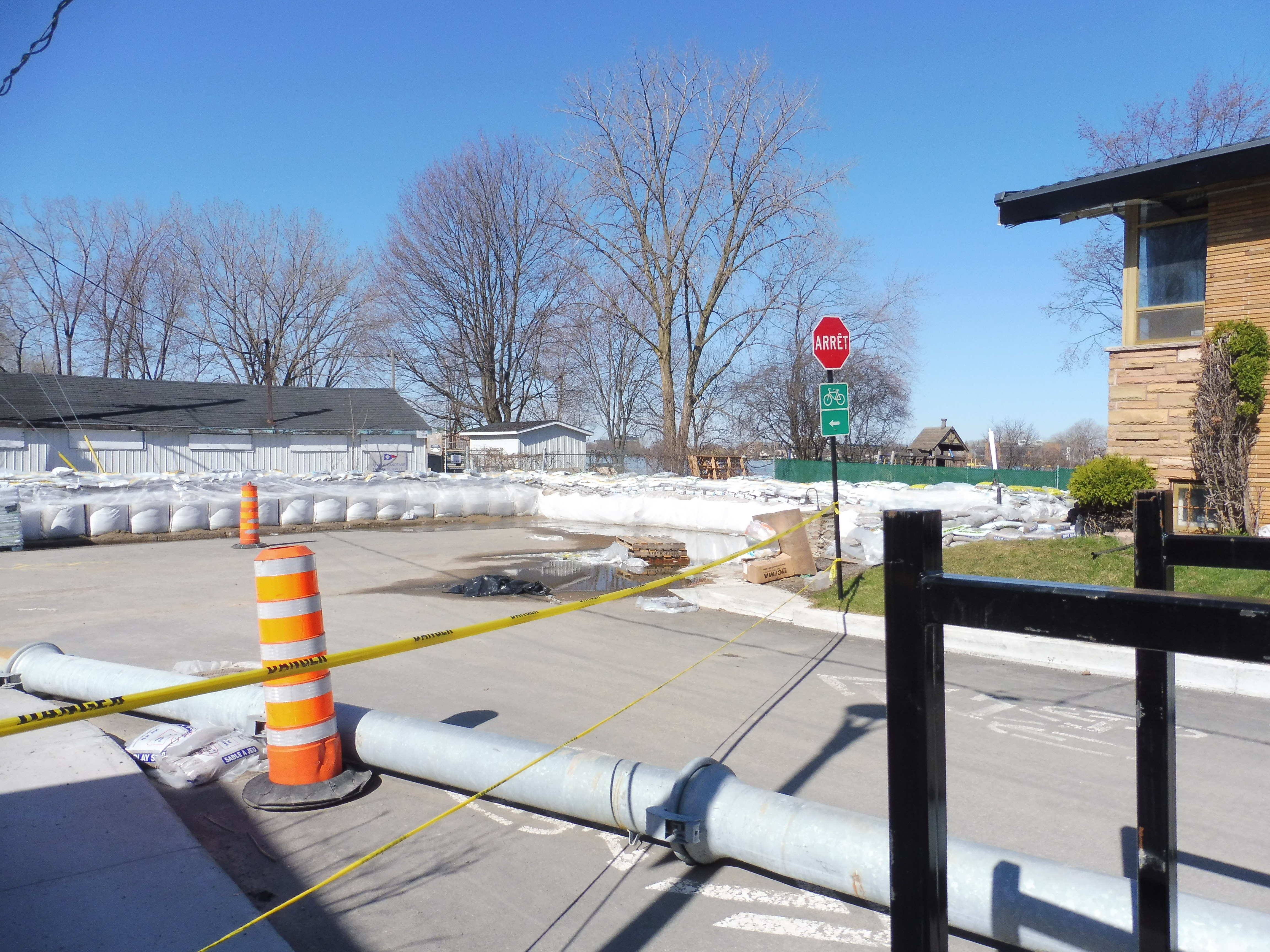
Digue érigée dans le quartier Cartierville de Montréal.

Plusieurs cours d'eau étaient sous surveillance au Québec en raison des risques d'inondation dès le début avril. Le gouvernement du Québec a sollicité dès le vendredi 19 avril l’assistance des militaires au gouvernement fédéral à Ottawa. La ministre de la sécurité publique et vice-première ministre, Mme Geneviève Guilbault, l'a annoncé en conférence de presse mentionnant qu'avec l'expérience de 2017, le Québec préférait avoir un déploiement des forces armées en prévention plutôt qu'en réaction aux événements,. Ces dernières ont déployé quelque 600 militaires le lendemain allant de l'Outaouais à l'ouest, à la région de Trois-Rivières à l’est et passant la région de Montréal.
Au 22 avril, 5 inondations majeures sévissaient aux abords du lac Saint-Pierre, de la rivière Chaudière et du lac des Deux Montagnes. D’après les autorités, 2 341 résidences étaient inondées, environ 706 maisons étaient isolées par les eaux et 1 194 citoyens étaient évacués.
Le 30 avril, pas moins de 10 149 personnes étaient toujours évacuées dans l'ensemble du Québec, avec 6 681 résidences inondées et 3 458 isolées, selon le bilan national de la Sécurité civile. 
Le 3 mai, le débit du barrage de Cornwall fut augmenté pour diminuer le niveau du lac Ontario. Bien que cela retarderait la décrue en aval jusqu'à Québec, la nécessaire manœuvre ne devait pas selon les responsables poser un risque trop important malgré le flux inverse causé par les marées hautes remontant le fleuve. D'autre part, les immenses plans d'eau gérés par Hydro-Québec au nord des bassins versants inondés avaient encore beaucoup de volume disponible et resteraient fermés jusqu'à nouvel ordre. Il s'agit des réservoirs Gouin, du Rapide Blanc, Manouane, Châteauvert, Taureau et Kempt.
Le 13 mai, la fonte des neiges  commençait à sérieusement affecter le débit des barrages en aval du lac Témiscamingue en Abitibi-Témiscamingue, ceux-ci alimentant ultimement la rivière des Outaouais. La ministre de la Sécurité publique  annonça le même jour que les militaires demeureraient au Québec pour aider non seulement aux travaux d'endiguement mais aussi pour l'aide au nettoyage après la fin des inondations.
Au début juin, le niveau des rivières commença à baisser sérieusement et le 6 juin, la Sécurité publique du Québec n'avait plus que des inondations mineures ou des zones sous surveillance dans la région de Montréal au lac Saint-Pierre. Des quelque 13 500 sinistrés évacués, la grande majorité avaient pu regagner leur domicile, sauf à Gatineau et à Rigaud, où les dégâts étaient particulièrement importants. Le 17 juin, la décrue se poursuivait.

#### Abitibi-Témiscamingue
Le 20 avril, la sécurité civile suivait de près l'évolution de la crue en Abitibi-Témiscamingue. La route 397 dans le secteur Lac-Despinassy était fermée en raison d'une inondation. Le 22 avril, des militaires de la région furent appelés en renfort pour porter main forte dans la région de Montréal.
Ce n'est qu'au début mai que les crues ont commencé. Selon le bilan du ministère de la Sécurité publique publié le 10 mai, une trentaine de résidences était inondées ou isolées dans la région et 4 personnes étaient évacuées à Rouyn-Noranda et La Motte. Les municipalités de Chazel, Duparquet, Rapide-Danseur et Rivière-Héva étaient également menacées et le niveau de l'eau augmentait rapidement sur le lac Témiscamingue. Sur le territoire de Notre-Dame-du-Nord en bordure du lac, quelque 18 000 sacs de sable ont été déployés pour tenter de retenir la montée des eaux.

#### Beauce
Les inondations ont commencé en Beauce où la rivière Chaudière est sortie de son lit alors qu'un embâcle s'est formé près d'un pont à Saint-Georges produisant des inondations de sous-sols dans la nuit du 13 au 14 avril. Le 16 avril à Beauceville, la ville a décrété l’état d’urgence vers 6 h 30 alors que le niveau de la rivière a atteint un niveau plus de 154 m.
La crue s'est ensuite étendue en aval vers Saint-Marie-de-Beauce et Scott. Le 20 avril, la rivière Chaudière a envahi le centre-ville de Saint-Marie où près de 570 domiciles et commerces ont reçu l’ordre d’évacuer. Entre autres, l'usine Vachon, importante boulangerie qui emploie plusieurs centaines de salariés, fut touchée et la production arrêtée pour plusieurs semaines.
Le 29 avril, la crue s'était résorbée dans la plupart des endroits en Beauce mais une montagne de déchets domine momentanément le centre-ville de Sainte-Marie, à la suite du nettoyage du centre-ville, prêt pour les dépotoirs de la région. Une dizaine de maisons étaient condamnées et environ 1 200 sinistrés devaient se rendre à une rencontre lundi soir suivant pour connaître l'aide financière à recevoir du programme d’indemnisation du gouvernement québécois. À Scott, l'école fut fortement endommagée et n'ouvrit ses portes que le 6 mai.
Le 4 juin, le propriétaire de l'usine Vachon, Bimbo Canada, annonça la reprise graduelle de la production avec plus de 300 des 700 employés déjà au travail. Comme l'arrêt des chaînes de production a créé une pénurie des gâteaux habituellement produits à l'usine, d'autres variétés provenant d'autres usines furent offerts par le conglomérat durant une période limitée.

#### Outaouais

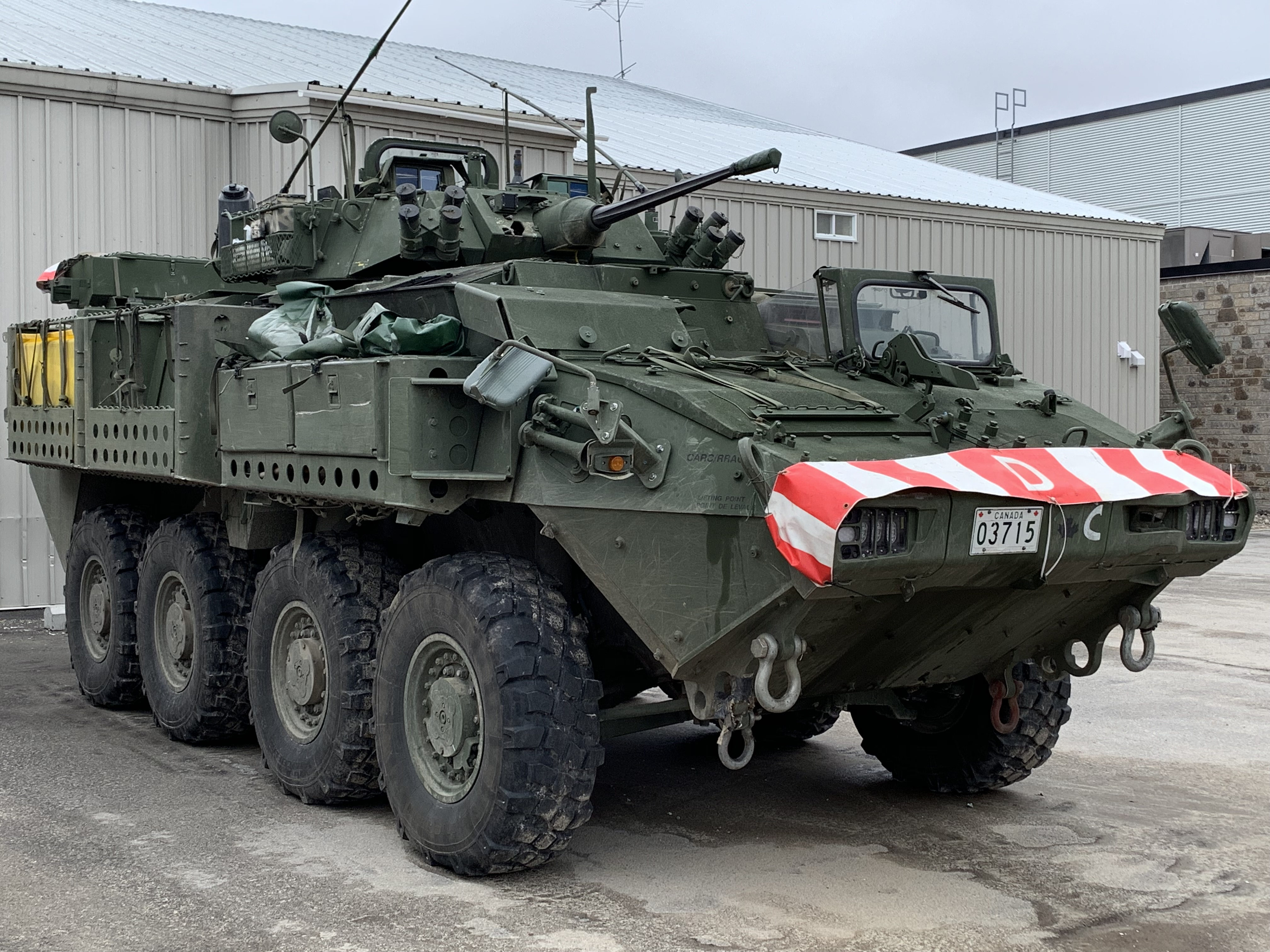
Blindé des Forces armées canadiennes à Saint-André-Avellin pour l'opération Lentus.

L'Outaouais en général fut l'une des régions les plus touchées par les inondations et selon le bilan du 1er mai, 2 417 personnes étaient évacuées.
Dans la nuit du samedi le 20 avril, dans la région de Pontiac sur le chemin Bronson-Bryant, une septuagénaire perd la vie lorsque sa voiture tombe dans un immense cratère sur la route, causé par les inondations. Il s'agit du premier décès causé par la crue printanière de 2019.
Le 21 avril, 125 personnes étaient en évacuation sur l’ensemble de l’Outaouais et plusieurs routes étaient fermées. Environ 125 militaires étaient déployés à travers la région pour prêter main forte à la population touchée. Le 30 avril, c'étaient 1 300 résidences qui étaient inondées en Outaouais, dont 550 à Gatineau où on dénombrait plus de 1 500 sinistrés. À Pontiac, une digue menaçait de céder.
Le 29 avril, la municipalité de Quyon, à l'ouest de Gatineau, a commencé à renforcer ses digues qui étaient attaquées par le niveau à la hausse de la rivière des Outaouais. Une deuxième digue de sable fut installée, puis une troisième de pierres concassées, atteignant une hauteur de plus de 2 m. La crue a forcé la fermeture du chemin Ferry, coupant la liaison du traversier entre Quyon et la municipalité ontarienne de Fitzroy Harbour. Le centre communautaire flambant neuf près de la rivière des Outaouais est protégé par des sacs de sable installés par un petit groupe de bénévoles.
Le niveau d'eau a commencé à baisser le 3 mai et le traversier entre Quyon et la rive ontarienne a repris du service le 4 mai mais celui de Bourbonnais, qui assure la liaison entre Masson-Angers et Cumberland, restait suspendu. La municipalité de Pontiac a levé l'ordre d'évacuation pour les résidents de plusieurs rues.
Des pluies importantes sont tombées le 9 et 10 mai ce qui a ramené une hausse des niveaux des rivières. Le 13 mai, le niveau d'eau des secteurs du lac Coulonge jusqu'à celui à l'ouest de Gatineau atteignirent une pointe. Le débit de la rivière des Outaouais à cet endroit devait osciller entre 109,1 et 109,2 mètres cubes par seconde. Au même moment, à Maniwaki dans la Haute-Gatineau, une rivière est sortie de son lit et un foyer pour personnes âgées fut préventivement évacué.
Le 19 mai, le niveau d'eau était à la baisse près de Gatineau et certaines rues furent rouvertes. Les autorités municipales recommandaient toutefois aux sinistrés de maintenir les digues en place en raison des précipitations prévues. Le service de traversier entre Masson-Anger/Cumberland sur la rivière des Outaouais a repris du service la veille alors qu'il était suspendu depuis le 25 avril.
L'état d'urgence fut levé le 31 mai à Pontiac et le 1er juin, la ville de Gatineau commençait la corvée d'enlèvement des digues de sacs de sable dans certains secteurs.
Le 28 juin, 105 sinistrés étaient encore pris en charge par la Croix-Rouge à Gatineau, leur demeure étant inhabitable ou en réparation. Le faible taux de logements à louer qui sévissait dans la région compliquait la tâche pour se trouver un nouvel endroit pour habiter.

#### Laurentides, région de Montréal, Montérégie

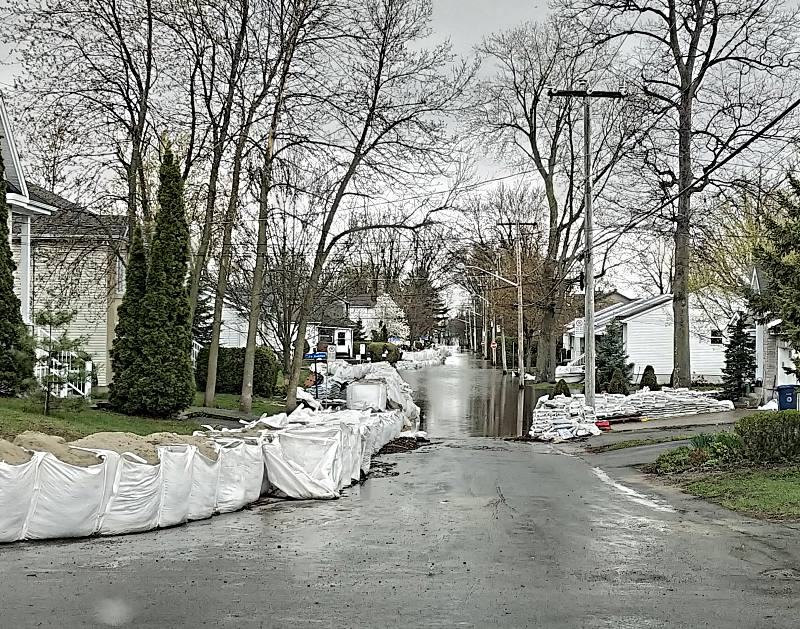
Rue inondée et digues à Laval-Ouest.

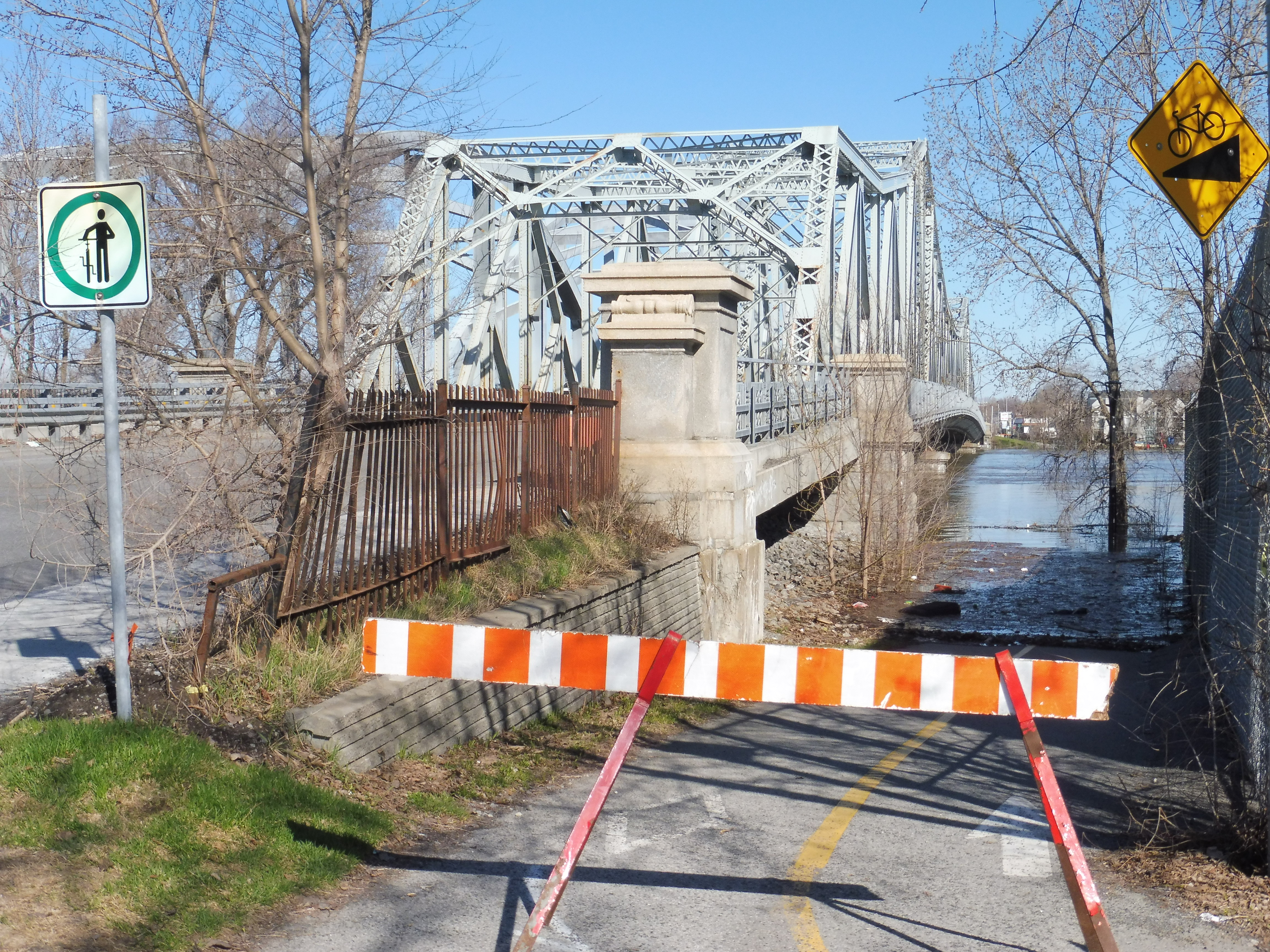
Inondation sous le pont Lachapelle à Cartierville (Montréal).

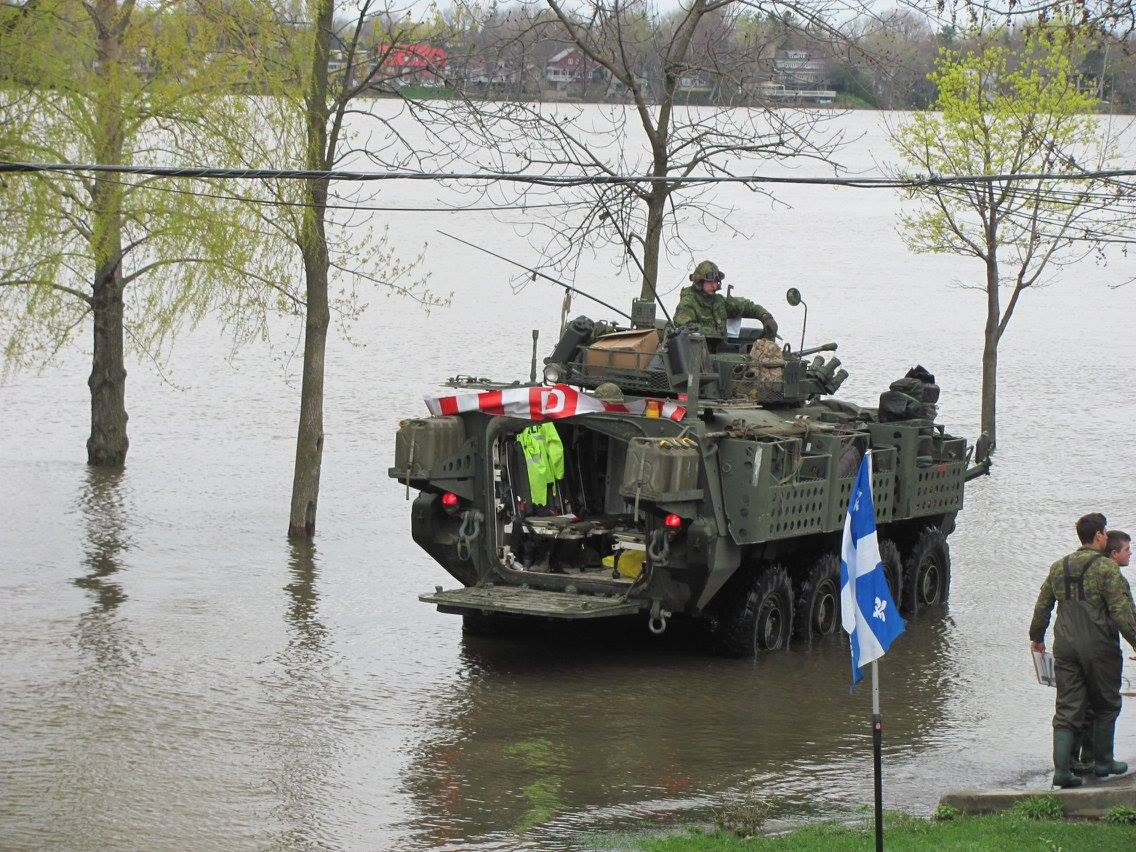
Soldats et blindé de l'opération LENTUS à Laval, Quebec.

Montréal a graduellement appliqué les mesures d’urgence : « alerte » dès le 15 avril, mode « intervention 1 » le 18 avril et mode « intervention 2 » le 25 avril. Le 26 avril, la mairesse de Montréal, Valérie Plante, a déclaré l’état d’urgence par mesure préventive. Celui-ci s'étendait à toute l'agglomération de Montréal donnant notamment plus de pouvoirs aux administrateurs locaux et centraux sans passer par le comité exécutif de la Ville pour approbation : achat de matériel pour contrer les inondations, réquisition de terrains, évacuations forcées, etc. Le directeur du Service de sécurité incendie de Montréal, responsable de la coordination des activités, a ajouté que les mesures prises depuis le début des inondations permirent de limiter les impacts : alors qu'en 2017, avec des débits similaires, plus de 400 résidences étaient inondées, au 26 avril 2019, on n'en comptait que 50.
Les résidents de Laval furent aussi mis sur le pied d'alerte. Le 23 avril, approximativement 200 bâtiments étaient touchés par les crues et 42 bâtiments étaient partiellement inondés par nappe phréatique ou par surface. Le nombre a augmenté par la suite avant que le niveau de la rivière des Mille Îles et celui de la rivière des Prairies se stabilise à la fin du mois. Au 3 mai, il y avait 245 rues et 346 bâtiments inondés avec 104 familles évacuées.
Au 24 avril, la région de Rigaud, près du lac des Deux Montagnes, était aussi touchée et comptait près de 250 maisons isolées et 83 inondées.
Le 25 avril, le niveau d'eau le barrage Bell à Grenville-sur-la-Rouge atteignit un record, soit pour une période de retour de 1 000 ans, forçant Hydro-Québec et la Sécurité civile à faire évacuer 23 résidences et 38 chalets le long des 18 kilomètres le séparant de la rivière des Outaouais.
Le 27 avril, une digue qui retenait l'eau du lac des Deux-Montagnes à Sainte-Marthe-sur-le-Lac a cédé, ce qui inonda environ 2 500 résidences et 6 000 personnes, soit un tiers de la ville,. La montée des eaux fut très rapide mais n'a fait aucune victime grâce à une réaction rapide des autorités.
Le 30 avril, dans l'ensemble de l'archipel de Montréal, les autorités notaient que le niveau des eaux semblait se stabiliser au lac des Deux-Montagnes, lac Saint-Pierre et autour de la rivière des Mille Îles. À Sainte-Marthe-sur-le-Lac qui fut inondée, certains purent regagner leur logis.
Le 3 mai, la situation à Sainte-Anne-de-Bellevue et à Pointe-Calumet/Rigaud était encore jugée critique. Le niveau de l'eau atteignaient respectivement 24,55 m et 24,65 m alors que leur seuil d'inondation minimum était de 23,30 m et 23,50 m.
Le 5 mai, la brèche à Sainte-Marthe-sur-le-Lac fut finalement colmatée. La zone inondée fut graduellement rétrécie par des digues latérales temporaires puis le travail a consisté à la pose d'une membrane d’étanchéité et de pierres dans la brèche par des professionnels de l’armée, d’Hydro-Québec et de la municipalité de concert avec l’entrepreneur. Le pompage de l'eau commença ensuite et s'étendit sur plusieurs jours. À ce moment, selon le ministère de la Sécurité publique, 736 maisons étaient toujours inondées et 872 isolées, avec quelque 5 500 résidents évacués.
Le 8 mai, la mairesse de Montréal, Valérie Plante, leva l'état d'urgence qui avait été décrété le 26 avril mais la ville maintint un niveau d’intervention élevée alors que les services de sécurité et les policiers restèrent mobilisés sur le terrain.
Le 25 mai, le niveau du lac des Deux-Montagnes et du Saint-Laurent continuait d'inonder les riverains à plusieurs endroits. Entre autres, près de 300 résidents de Rigaud étaient toujours  sinistrés et relogés par la ville, avec l'aide de la Croix-Rouge. Une situation très coûteuse pour la municipalité, soit jusqu'à 1 million de dollars jusqu'à ce moment.

#### Lanaudière, Mauricie et Centre-du-Québec
Le 19 avril, la route 153 fut fermée à Shawinigan à cause d'un glissement de terrain dû aux pluies. Le ministère des Transports et Hydro-Québec ont dépêché des équipes sur les lieux pour constater l’ampleur des dégâts et effectuer les travaux nécessaires. Le 23 avril, l'autoroute 40 au nord du lac Saint-Pierre était entouré de toute part par les crues, plusieurs routes secondaires du secteur étant inondées elles-mêmes.
Le 3 mai, il y avait 500 résidences inondées et 606 isolées en Mauricie, alors que dans le Centre-du-Québec, c'était 115 résidences inondées et 34 isolées. Les zones affectées se situaient près du lac Saint-Pierre. Dans Lanaudière, c'était respectivement 76 et 113.

## Aide et impacts
Le 28 avril, le Premier ministre François Legault a déclaré que le gouvernement allait verser la somme de 1 million $CAN à la Croix-Rouge pour venir en aide aux sinistrés québécois. Au 3 mai, la Croix-Rouge avait récolté 3 millions de dollars, ce qui permettra de remettre 600 dollars par famille pour celles ayant été les plus durement touchées. M. Legault avait déjà annoncé qu'un nouveau programme d'indemnisation serait adopté par le gouvernement afin d'inciter les habitants de zones inondées à répétition à quitter les lieux : limite à 50 % de la valeur d'une résidence (ou jusqu'à 100 000 dollars) l'aide accordée aux victimes pour réparer les dégâts, peu importe le nombre d'inondations qu'elles subiront, ou offre jusqu'à 250 000 dollars pour leur résidence et leur terrain si elles acceptent d'être relocalisées.
Le même jour, le ministre fédéral de la Sécurité publique, Ralph Goodale, a annoncé que le gouvernement donnerait 2,5 millionsdollars à la Croix-Rouge canadienne pour ses interventions en Ontario, au Québec et au Nouveau-Brunswick. La subvention s’ajouta à l’appui de soldats des Forces armées canadiennes aux opérations d’urgence et à des transferts de fonds en vertu des Accords d’aide financière en cas de catastrophe vers les provinces touchées.
Le 6 juin, il y avait 4 915 demandes de compensations transmises au ministère de la Sécurité publique du Québec et 25,9 millions de dollars avait déjà été versés aux sinistrés.

### Levées de fonds
Le 20 mai, des humoristes ont présenté à la salle de l'Olympia à Montréal un spectacle dont les profits furent versés à la Croix-Rouge canadienne afin d’aider les sinistrés des inondations au Québec. Animé par Rachid Badouri, il comptait 12 autres artistes dont Lise Dion.
Le 4 juin, Bimbo Canada, propriétaire de l'usine de gâteaux Vachon en Beauce, annonça un don à la Croix-Rouge pour les sinistrés de Sainte-Marie-de-Beauce. La compagnie versa un montant équivalent aux dons publics, soit plus de 10 000 dollars. De plus pour chaque vente de leurs petits gâteaux spécialement marqués, 0,50 dollar sera versé aux activités de secours de la Croix-Rouge canadienne jusqu'à concurrence de 25 000 dollars, afin d'aider les personnes touchées par les inondations .

### Remboursement aux villes
Alors qu'en 2017 au Québec, la quasi-totalité des coûts d'hébergement des sinistrés par les villes avait été prise en charge par le gouvernement du début à la fin des inondations. De nouvelles règles s'appliquèrent : les villes payaient en 2019 pour la relocalisation et les frais de subsistance des citoyens évacués et étaient remboursées à 75 % de la facture, selon une entente renouvelée tous les 15 jours. Le maire de Rigaud en Montérégie a dénoncé ce partage et demandé de l'aide.

### Gel des reconstructions
Le 17 juin, le gouvernement du Québec créa des « zones d'intervention spéciales » et un moratoire pour les régions de la plaine inondable où toute nouvelle construction sera interdite jusqu'à une révision complète des règles. Seulement si le coût de la reconstruction des bâtiments inondés est inférieur à la moitié de leur valeur sera autorisé. Le moratoire touchait 812 municipalités du Québec dans lesquelles se trouvent des zones inondables. Seule Sainte-Marthe-sur-le-Lac fut exemptée car l'inondation n'y était pas due à un débordement du lac des Deux-Montagnes mais au bris de la digue.

### OpérationLENTUS

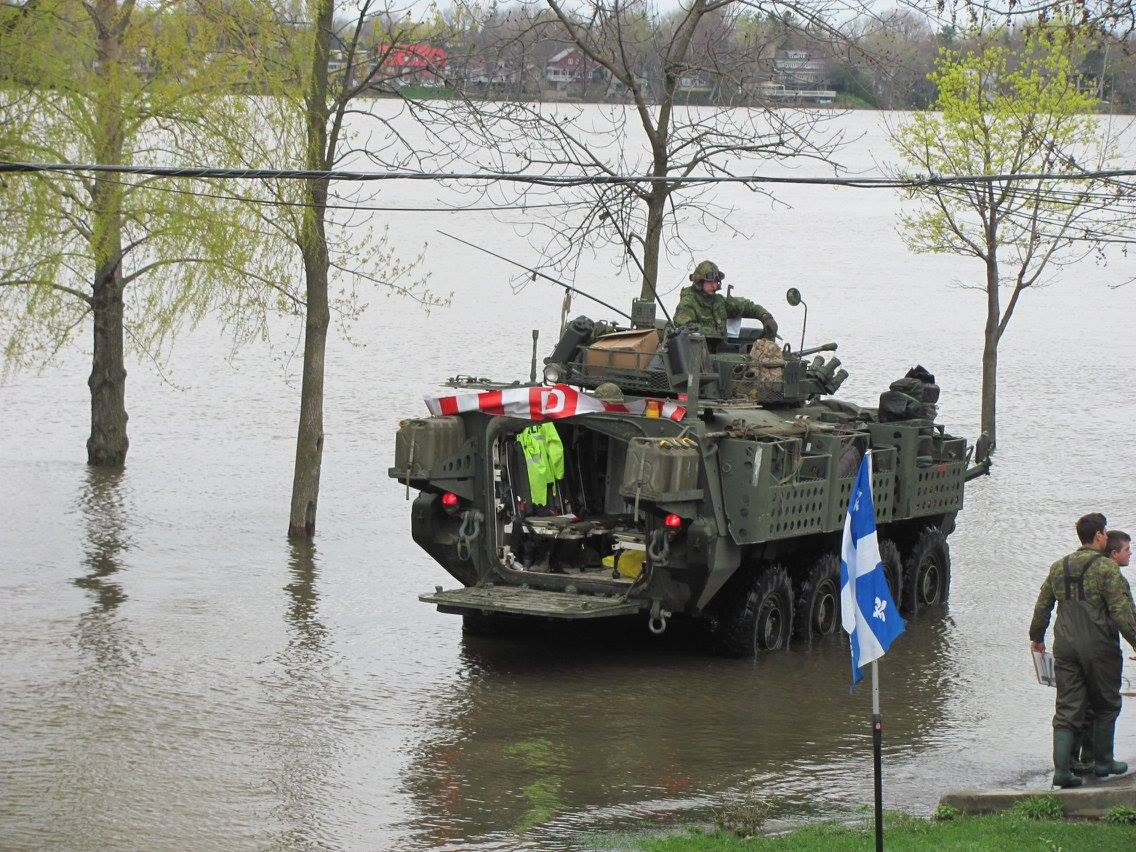
Personnel de LENTUS dans une rue inondée à Laval (Québec).

Quand les gouvernements du Québec et du Nouveau-Brunswick ont fait la demande de déploiement des Forces armées canadiennes, environ 1 000 soldats furent d'abord assignés à cette tâche. Le chiffre est rapidement monté à plus de 2 200 avec l'ajout de l'Ontario et à cause des nouvelles pluies de la fin avril qui ont continué de faire monter le niveau des cours d’eau. La mission, appelée Opération LENTUS, comportait plus de militaires déployés sur les zones sinistrées par les inondations en Ontario, au Québec et au Nouveau-Brunswick, qu’il n’y en a sur l’ensemble des missions à l’étranger.
Au 3 mai, c'est environ 1 000 soldats de la Force opérationnelle interarmées Centre qui étaient présents à Ottawa, Constance Bay, Wilola, Clarence-Rockland, Cumberland et Grand View en Ontario. Au Québec, le nombre était de 1 050 venant de la Force opérationnelle interarmées Est et déployés à travers la province. Parmi eux, près de 400 réservistes et des marins des unités de réserve NCSM Donnacona, NCSM Jolliet, NCSM Montcalm, NCSM d’Iberville, NCSM Radisson et NCSM Champlain. Le 438e Escadron tactique d'hélicoptères fournissait un support aérien. En même temps au Nouveau-Brunswick, près de 200 soldats de la Force opérationnelle interarmées Atlantique prenaient part à l’opération et le 403e escadron d’entraînement opérationnel d’hélicoptères fournissait un support aérien.
Les principales tâches des FAC furent les suivantes :
- remplir et déplacer des sacs de sable ;
- prêter main-forte aux citoyens les plus vulnérables ;
- s’assurer du bien-être des résidentes et résidents dans les régions touchées ;
- aider à évacuer les personnes des régions inondées ;
- soutenir les efforts en vue de protéger les biens contre l'inondation.

Les Forces armées canadiennes ont officiellement mis fin le 6 juin à la mobilisation des derniers militaires déployés dans l’une ou l’autre des municipalités touchées par les inondations. Ceux-ci n'étaient encore en opération à ce moment qu'au Québec.

## Annexe